# 허임
허임(許任, 생몰년 미상)은 조선 중기의 의관 겸 관료로 선조에서 인조 때까지 활동했다. 본관은 하양이다.

## 집안
양양의 관노 출신 악공인 허억봉(許億鳳)의 아들이며, 악사(樂師)인 허롱(許弄)의 조카이다. 허임의 어머니는 김귀영의 사비(私婢)였다. 나중에 아버지는 우의정 부원군으로 추증되었고, 어머니는 정경부인으로 봉해졌다.

## 생애
전라도 나주에서 태어났으며 세종 때 좌의정이었던 허조(許稠)의 9대손으로 그의 가계는 단종 복위운동에 가담하다 모두 관노가 되었다.
허임은 어렸을 때 어머니의 병을 치료하기위해 의원의 집에서 치료비 대신 궃은일을 하며 의술을 터득했다.
1593년 침의로 발탁되어 임진왜란 때 광해군을 따라 종군의사로 활동하였다.
1604년 9월에 선조의 편두통을 치료한 공으로 6품에서 당상관으로 승진하였고, 허임은 뜸과 침에 뛰어났으며 선조 때 침을 잘 놓는 의사로 뽑혀 왕을 치료하였고, 이 때문에 가자(加資)받았다. 1609년(광해군 1년) 마전 군수(麻田郡守)의 관직을 제수받았는데, 사헌부에서 허임의 출신이 미천하다는 이유로 이를 반대하였다. 광해군은 처음에는 이를 듣지 않았으나 신하들이 거듭 간하자 결국 군수의 직을 거두어들이고 그에게 녹봉을 지급하도록 명했다.
1612년(광해군 4년)에 광해군이 해주(海州)에 있을 때 자신을 모신 공로로 3등 공신에 녹훈되었다. 벼슬은 부평 부사·남양 부사에까지 이르렀다. 1616년(광해군 8년)에는 영평 현령(永平縣令)에 제수되었고, 이듬해(1617년, 광해군 9년)에는 양주 목사(楊州牧使)가 되었다. 이번에도 사간원이 허임의 신분이 낮음을 이유로 거듭 벼슬을 거둘 것을 청해 관직이 부평 부사(富平府使)로 바뀌었다. 1618년(광해군 10년)에는 이경석의 부탁으로 이경설(李景卨: 이경석의 둘째 형)을 직접 치료한 적이 있는데, 그 때 이유간(李惟侃: 이경석의 아버지)는 허임의 침술을 가리켜 '명불허득'이라고 찬탄했다. 1622년(광해군 14년)에는 남양 부사(南陽府使)의 자리에 올랐다. 인조반정 직후에는 관직을 잃었지만, 1628년(인조 6년)에는 상을 두 차례 받았다. 1639년(인조 17년)에는 청한(靑汗)이 나는 사람을 치료한 적이 있다. 1644년(인조 22년) 《침구경험방》을 간행했다.
공주에 살던 최우량(崔宇量)은 그에게서 침술을 배웠다.

## 저서
- 《침구경험방(鍼灸經驗方)》

## 관련 작품

### 드라마
- 《명불허전》 (tvN, 2017년, 배우:김남길)

### 소설
- 《허임 천하제일침》 (황금가지 출판사, 저자: 성인규, 이상곤)

## 가족 관계
- 아버지: 허억봉(許億鳳)
- 어머니: 순천 박씨(順天 朴氏)
  - 부인: 장수 황씨(長水黃氏)
    - 아들: 허정(許晸)

## 같이 보기
- 허임기념사업회